# Bracon procerus
Bracon procerus är en stekelart som beskrevs av Papp 1965. Bracon procerus ingår i släktet Bracon och familjen bracksteklar. Inga underarter finns listade.